# Apomys camiguinensis
Apomys camiguinensis is een knaagdier uit het geslacht Apomys dat voorkomt op het Filipijnse eiland Camiguin, vlak bij Mindanao. Het is een middelgrote, maar stevig gebouwde Apomys met brede achtervoeten en met een lange staart met grote schubben. Deze soort is genetisch het nauwst verwant aan een groep van A. hylocoetes, A. insignis en een onbeschreven soort. Deze soort is pas in 1994 voor het eerst gevangen en in 2006 formeel beschreven. A. camiguinensis is een van de vier endemische gewervelden op Camiguin (de andere zijn de rat Bullimus gamay, de papegaai Loriculus camiguinensis en de kikker Oreophryne nana).

## Ontdekkingsgeschiedenis
Tijdens de jaren 60 van de 20e eeuw deed de Silliman University veldwerk op Camiguin, maar er werden geen endemische zoogdieren gevonden. Toen er op een ander klein eiland, Sibuyan, vier endemische zoogdieren werden gevonden, zagen wetenschappers daar een aanwijzing in dat de zoogdieren van Camiguin nog niet voldoende bekend waren. Daarom werd er in 1994 en 1995 nog eens onderzoek gedaan naar de zoogdieren op Camiguin, waarbij onder andere twintig exemplaren van een onbekende Apomys werden verzameld. In 1997 werd er voor het eerst over de twee endemische soorten die toen gevonden waren gepubliceerd (de Apomys en een Bullimus, die aanvankelijk abusievelijk tot Tarsomys werd gerekend; de laatste kreeg in 2002 de naam Bullimus gamay), en in 1998 werden beide soorten opgenomen in een compilatie van de Filipijnse zoogdierenfauna, waarbij de Apomys' de voorlopige naam "Apomys sp. D" kreeg. In een genetisch onderzoek naar de verwantschappen binnen Apomys werd de onbeschreven soort uit Camiguin opgenomen; ook in de derde editie van het standaardwerk Mammal Species of the World (2005) werd deze onbeschreven soort genoemd.
In 2006 werd in het tijdschrift Fieldiana Zoology een serie artikelen over de fauna van Camiguin gepubliceerd, die naast de beschrijving van de parkiet Loriculus camiguinensis en algemene informatie over de zoogdieren en vogels van het eiland ook de formele beschrijving van de nieuwe Apomys omvatte, die de naam Apomys camiguinensis kreeg in een artikel dat geschreven was door de Amerikaanse bioloog Lawrence Heaney en zijn Filipijnse collega Blas Tabaranza. De formele beschrijving omvatte uitgebreide informatie over de morfologie van het dier, vergelijkingen met A. hylocoetes, A. insignis en een onbeschreven soort uit Leyte, een foto van een A. camiguinensis en afbeeldingen van de schedel van het dier. In een ander artikel werd ecologische informatie over het dier gegeven. De soortnaam, camiguinensis, bestaat uit de naam van het eiland Camiguin met het Latijnse achtervoegsel -ensis "behorend tot". De geslachtsnaam Apomys is overigens een combinatie van de naam van de berg Mount Apo, een van de eerste locaties waar het geslacht werd gevonden, met het Griekse woord μυς (mys) "muis". Sindsdien is er geen verdere informatie over A. camiguinensis gepubliceerd.

## Beschrijving
| Maat                                                                                       | Mannetjes                | Vrouwtjes              |
| ------------------------------------------------------------------------------------------ | ------------------------ | ---------------------- |
| Totale lengte (mm)                                                                         | 260,2 ± 4,4 254-266, 6   | 253,8 ± 6,6 246-262, 4 |
| Staartlengte (mm)                                                                          | 147,8 ± 7,4 140-160, 6   | 146,3 ± 4,8 140-150, 4 |
| Achtervoetlengte (mm)                                                                      | 33,2 ± 0,4 33-34, 5      | 32,5 ± 1,3 31-34, 4    |
| Oorlengte (mm)                                                                             | 19,0 ± 0,00 19,0-19,0, 5 | 19,0 ± 1,00 18-20, 3   |
| Gewicht (g)                                                                                | 41,1 ± 5,4 33-48,5, 6    | 38,5 ± 3,5 34-42, 4    |
| De gegeven maten zijn: gemiddelde ± standaardafwijking minimum-maximum, aantal exemplaren. |                          |                        |

Apomys camiguinensis is een stevig gebouwde muis, van middelmatige grootte voor het geslacht, met grote ogen en oren, een lange staart en een zachte, dichte vacht. Op de bovenkant van het lichaam is die roestbruin met wat lichtere en donkerdere vlekken. De ondervacht is grijs. De onderkant van het lichaam is licht, meestal vuilwit, maar sommige exemplaren hebben een deels witte vacht en bij andere is de onderkant van het lichaam veel donkerder (bruin of roestbruin). Rondom de ogen is de huid naakt. De donkerbruine oren bevatten duidelijk korte haren aan de buitenkant; die zijn er aan de binnenkant ook, maar daar zijn de haren zo klein dat ze nauwelijks nog zichtbaar zijn. De snorharen zijn lang. De voeten zijn aan de bovenkant lichtbruin of geelbruin, met een band van donkerdere haren op het midden, die naar de voorkant van de voet toe langer en groter in aantal worden. Op de bovenkant van de tenen bevinden zich echter alleen lichte haren. De onderkanten van de voeten zijn niet of nauwelijks gepigmenteerd. De lange staart bevat duidelijke schubben, waarvan er per centimeter 12 tot 12,5 te zien zijn. Tussen deze schubben zitten fijne haren, die aan de boven- en zijkanten van de staart het beste te zien zijn. De bovenkant van de staart is donkerder dan de onderkant. Het scrotum is klein (3 à 5 mm) en steekt slechts voor een klein deel achter het lichaam uit. De achterkant is zwart of donkerbruin. Vrouwtjes hebben twee paren van mammae op de buik.
Het achterste gedeelte van de schedel is bijzonder lang. Het zygoma en de mastoïde zijn smal. De hoek tussen de middenlijn van de bullae en de middenlijn van de schedel is met 35° vrij klein. Het diepe rostrum is tamelijk lang. Het palatum is smal en steekt ver achter de laatste kies uit. De foramina incisiva zijn lang en breed; ze eindigen niet ver van de eerste kies. De tanden zijn vrij groot. Op de derde bovenkies (M3) is de anterolabiale knobbel (knobbel t1) bij de meeste dieren nauwelijks zichtbaar.

## Verwantschappen en biogeografie
Apomys camiguinensis behoort tot de Chrotomys-divisie, een groep binnen de Murinae die uitsluitend in de Filipijnen voorkomt en naast Apomys ook Rhynchomys, Chrotomys en Archboldomys omvat. Deze Filipijnse dieren hebben gemeenschappelijke morfologische en genetische kenmerken. Binnen deze groep is Apomys verreweg het grootste en wijdstverbreide geslacht: Apomys omvat kleine, onopvallende bosmuizen die in de gehele Filipijnen voorkomen, terwijl de andere, sterk gespecialiseerde geslachten nauwelijks buiten Luzon zelf te vinden zijn. Voor A. camiguinensis geven genetische gegevens op basis van het mitochondriale gen cytochroom-b binnen Apomys een verwantschap aan met een clade van de Apomys-soorten van Groot-Mindanao, die allemaal tot de abrae-hylocetes-groep behoren: Apomys sp. F uit Leyte, Biliran en Bohol, Apomys insignis uit Mindanao en Dinagat en Apomys hylocetes uit Mindanao (de laatste twee soorten zijn genetisch overigens vrijwel identiek). Deze groep is het nauwste verwant aan een clade uit Groot-Luzon, Mindoro en Groot-Negros-Panay (A. microdon, A. musculus, A. sp. A/C en A. sp. B), en deze twee groepen (de abrae-hylocetes-groep) vormen samen de zustergroep van A. datae en A. gracilirostris uit respectievelijk Luzon en Mindoro. Ook morfologische gegevens ondersteunen deze verwantschappen grotendeels. De verwantschappen van A. camiguinensis kunnen daarom als volgt worden samengevat:
|  | A. camiguinensis                                                         |
|  |                                                                          |
|  | \| \| A. sp. F \| \| \| \| \| \| A. hylocetes en A. insignis \| \| \| \| |
|  |                                                                          |
|  | A. sp. F                                                                 |
|  |                                                                          |
|  | A. hylocetes en A. insignis                                              |
|  |                                                                          |

|  | A. sp. F                    |
|  |                             |
|  | A. hylocetes en A. insignis |
|  |                             |

|  | A. camiguinensis                                                         |
|  |                                                                          |
|  | \| \| A. sp. F \| \| \| \| \| \| A. hylocetes en A. insignis \| \| \| \| |
|  |                                                                          |
|  | A. sp. F                                                                 |
|  |                                                                          |
|  | A. hylocetes en A. insignis                                              |
|  |                                                                          |

|  | A. sp. F                    |
|  |                             |
|  | A. hylocetes en A. insignis |
|  |                             |

|  | A. camiguinensis                                                         |
|  |                                                                          |
|  | \| \| A. sp. F \| \| \| \| \| \| A. hylocetes en A. insignis \| \| \| \| |
|  |                                                                          |
|  | A. sp. F                                                                 |
|  |                                                                          |
|  | A. hylocetes en A. insignis                                              |
|  |                                                                          |

|  | A. sp. F                    |
|  |                             |
|  | A. hylocetes en A. insignis |
|  |                             |

|  | A. camiguinensis                                                         |
|  |                                                                          |
|  | \| \| A. sp. F \| \| \| \| \| \| A. hylocetes en A. insignis \| \| \| \| |
|  |                                                                          |
|  | A. sp. F                                                                 |
|  |                                                                          |
|  | A. hylocetes en A. insignis                                              |
|  |                                                                          |

|  | A. sp. F                    |
|  |                             |
|  | A. hylocetes en A. insignis |
|  |                             |

|  | A. camiguinensis                                                         |
|  |                                                                          |
|  | \| \| A. sp. F \| \| \| \| \| \| A. hylocetes en A. insignis \| \| \| \| |
|  |                                                                          |
|  | A. sp. F                                                                 |
|  |                                                                          |
|  | A. hylocetes en A. insignis                                              |
|  |                                                                          |

|  | A. sp. F                    |
|  |                             |
|  | A. hylocetes en A. insignis |
|  |                             |

|  | A. camiguinensis                                                         |
|  |                                                                          |
|  | \| \| A. sp. F \| \| \| \| \| \| A. hylocetes en A. insignis \| \| \| \| |
|  |                                                                          |
|  | A. sp. F                                                                 |
|  |                                                                          |
|  | A. hylocetes en A. insignis                                              |
|  |                                                                          |

|  | A. sp. F                    |
|  |                             |
|  | A. hylocetes en A. insignis |
|  |                             |

|  | A. camiguinensis                                                         |
|  |                                                                          |
|  | \| \| A. sp. F \| \| \| \| \| \| A. hylocetes en A. insignis \| \| \| \| |
|  |                                                                          |
|  | A. sp. F                                                                 |
|  |                                                                          |
|  | A. hylocetes en A. insignis                                              |
|  |                                                                          |

|  | A. sp. F                    |
|  |                             |
|  | A. hylocetes en A. insignis |
|  |                             |

|  | A. camiguinensis                                                         |
|  |                                                                          |
|  | \| \| A. sp. F \| \| \| \| \| \| A. hylocetes en A. insignis \| \| \| \| |
|  |                                                                          |
|  | A. sp. F                                                                 |
|  |                                                                          |
|  | A. hylocetes en A. insignis                                              |
|  |                                                                          |

|  | A. sp. F                    |
|  |                             |
|  | A. hylocetes en A. insignis |
|  |                             |

|  | Rhynchomys   |
|  |              |
|  | Chrotomys    |
|  |              |
|  | Archboldomys |
|  |              |

|  | A. camiguinensis                                                         |
|  |                                                                          |
|  | \| \| A. sp. F \| \| \| \| \| \| A. hylocetes en A. insignis \| \| \| \| |
|  |                                                                          |
|  | A. sp. F                                                                 |
|  |                                                                          |
|  | A. hylocetes en A. insignis                                              |
|  |                                                                          |

|  | A. sp. F                    |
|  |                             |
|  | A. hylocetes en A. insignis |
|  |                             |

|  | A. camiguinensis                                                         |
|  |                                                                          |
|  | \| \| A. sp. F \| \| \| \| \| \| A. hylocetes en A. insignis \| \| \| \| |
|  |                                                                          |
|  | A. sp. F                                                                 |
|  |                                                                          |
|  | A. hylocetes en A. insignis                                              |
|  |                                                                          |

|  | A. sp. F                    |
|  |                             |
|  | A. hylocetes en A. insignis |
|  |                             |

|  | A. camiguinensis                                                         |
|  |                                                                          |
|  | \| \| A. sp. F \| \| \| \| \| \| A. hylocetes en A. insignis \| \| \| \| |
|  |                                                                          |
|  | A. sp. F                                                                 |
|  |                                                                          |
|  | A. hylocetes en A. insignis                                              |
|  |                                                                          |

|  | A. sp. F                    |
|  |                             |
|  | A. hylocetes en A. insignis |
|  |                             |

|  | A. camiguinensis                                                         |
|  |                                                                          |
|  | \| \| A. sp. F \| \| \| \| \| \| A. hylocetes en A. insignis \| \| \| \| |
|  |                                                                          |
|  | A. sp. F                                                                 |
|  |                                                                          |
|  | A. hylocetes en A. insignis                                              |
|  |                                                                          |

|  | A. sp. F                    |
|  |                             |
|  | A. hylocetes en A. insignis |
|  |                             |

|  | A. camiguinensis                                                         |
|  |                                                                          |
|  | \| \| A. sp. F \| \| \| \| \| \| A. hylocetes en A. insignis \| \| \| \| |
|  |                                                                          |
|  | A. sp. F                                                                 |
|  |                                                                          |
|  | A. hylocetes en A. insignis                                              |
|  |                                                                          |

|  | A. sp. F                    |
|  |                             |
|  | A. hylocetes en A. insignis |
|  |                             |

|  | A. camiguinensis                                                         |
|  |                                                                          |
|  | \| \| A. sp. F \| \| \| \| \| \| A. hylocetes en A. insignis \| \| \| \| |
|  |                                                                          |
|  | A. sp. F                                                                 |
|  |                                                                          |
|  | A. hylocetes en A. insignis                                              |
|  |                                                                          |

|  | A. sp. F                    |
|  |                             |
|  | A. hylocetes en A. insignis |
|  |                             |

|  | A. camiguinensis                                                         |
|  |                                                                          |
|  | \| \| A. sp. F \| \| \| \| \| \| A. hylocetes en A. insignis \| \| \| \| |
|  |                                                                          |
|  | A. sp. F                                                                 |
|  |                                                                          |
|  | A. hylocetes en A. insignis                                              |
|  |                                                                          |

|  | A. sp. F                    |
|  |                             |
|  | A. hylocetes en A. insignis |
|  |                             |

|  | A. camiguinensis                                                         |
|  |                                                                          |
|  | \| \| A. sp. F \| \| \| \| \| \| A. hylocetes en A. insignis \| \| \| \| |
|  |                                                                          |
|  | A. sp. F                                                                 |
|  |                                                                          |
|  | A. hylocetes en A. insignis                                              |
|  |                                                                          |

|  | A. sp. F                    |
|  |                             |
|  | A. hylocetes en A. insignis |
|  |                             |

|  | Rhynchomys   |
|  |              |
|  | Chrotomys    |
|  |              |
|  | Archboldomys |
|  |              |

Zoals hierboven al genoemd werd, is A. camiguinensis een van vier endemische gewervelden (dat wil zeggen, gewervelden die nergens anders voorkomen) op Camiguin; daarnaast kent het eiland overigens ook zes endemische planten. Camiguin is met een oppervlakte van 265 km² tevens het kleinste Filipijnse eiland met een endemisch zoogdier en het kleinste eiland ter wereld met een endemische vogel. Dit grote aantal endemische soorten kan worden verklaard uit de oorsprong en de ligging van het eiland. Camiguin is het noordelijkste gedeelte van een vulkanische boog uit Centraal-Mindanao, die sinds 2,5 miljoen jaar actief is. Het vasteland van Camiguin bestaat waarschijnlijk sinds hoogstens een miljoen jaar en had 300.000 jaar geleden al een substantiële oppervlakte. Doordat de zeestraat tussen Camiguin en het nabijgelegen vasteland van Mindanao 385 m diep is, zijn de beide eilanden nooit verbonden geweest, anders dan bijvoorbeeld de andere eilanden van Groot-Mindanao, die door zeestraten van minder dan 120 m diep van Mindanao en van elkaar zijn gescheiden en daardoor tijdens de ijstijden van het Pleistoceen verbonden waren. Ondanks dat veel soorten het eiland niet konden bereiken bij gebrek aan een landbrug, zorgde de geringe afstand tussen Mindanao en Camiguin toch voor een grote biodiversiteit op het kleinere eiland (de grootte van Camiguin in aanmerking genomen heeft het eiland relatief niet minder diersoorten dan de eilanden van Groot-Mindanao).
De isolatie van het eiland zorgde er echter wel voor dat een aantal vormen voldoende ging verschillen van hun verwanten op Mindanao om als aparte soorten te worden gezien, en van die vormen is A. camiguinensis er een. In het al eerder genoemde genetische onderzoek uit 2003 werd uit de gegevens geconcludeerd dat de hylocetes-insignis-sp. F-camiguinensis-groep ontstaan is uit een voorouderlijke soort die uit Luzon naar Mindanao migreerde. Vervolgens ontstond A. camiguinensis op het geïsoleerde Camiguin en uit de Apomys van Groot-Mindanao ontstonden de drie soorten die daar tegenwoordig voorkomen. Een moleculaire klok gaf overigens aan dat A. camiguinensis en de overige soorten ongeveer twee miljoen jaar geleden van elkaar waren gescheiden.

## Verspreiding en ecologie
De soort is tot nu toe uitsluitend bekend van Mount Timpoong. De soort werd veel gevonden in verstoord laaglandregenwoud op 1000 m hoogte en in primair bergregenwoud op 1275 m hoogte en minder in primair moswoud op 1200 tot 1400 m hoogte. Dat de soort op andere plaatsen niet werd gevonden, valt mogelijk te verklaren uit de geringe hoeveelheid onderzoekswerk dat daar werd verricht. Alle exemplaren werden 's nachts gevangen en de meeste onder boomwortels of onder omgevallen bomen. Naar alle waarschijnlijkheid krijgen vrouwtjes een of twee jongen per worp.

## Beschermingsstatus
Camiguin is een eiland met een snelgroeiende menselijke populatie en een afnemende hoeveelheid bos. In 1995 waren er onder 800 m hoogte uitsluitend enkele stukken secundair bos over. Het proces om het overgebleven regenwoud tot nationaal monument te laten verklaren is echter al aan de gang. Heaney en Tabaranza bevelen in hun artikel Mammal and land bird studies on Camiguin Island, Philippines: Background and conservation priorities, dat tegelijk met de beschrijving van A. camiguinensis werd gepubliceerd, echter aan om naast deze bescherming van het bergwoud ook alle kapvergunningen in te trekken en het bos op kleinere hoogte te herstellen. Over de specifieke beschermingsstatus van A. camiguinensis is niets gepubliceerd.

## Voetnoten
1. ↑  (en) Apomys camiguinensis op de IUCN Red List of Threatened Species.
2. ↑  Musser & Heaney, 1992, pp. 82-89
3. ↑  Jansa et al., 2006

### Belangrijkste bronnen
- Heaney, L.R. & Tabaranza, B.R., Jr. 2006. A new species of forest mouse, genus Apomys (Mammalia: Rodentia: Muridae), from Camiguin Island, Philippines. pp. 14–27 in Heaney, L.R. (ed.). The mammals and birds of Camiguin Island, Philippines, a distinctive center of biodiversity. Fieldiana Zoology 106:1-72.
- Heaney, L.R., Tabaranza, B.R., Jr., Balete, D.S. & Rigertas, N. 2006. Synopsis and biogeography of the mammals of Camiguin Island, Philippines. pp. 28–48 in Heaney, L.R. (ed.). The mammals and birds of Camiguin Island, Philippines, a distinctive center of biodiversity. Fieldiana Zoology 106:1-72.
- Steppan, S.J., Zawadzki, C. & Heaney, L.R. 2003. Molecular phylogeny of the endemic Philippine rodent Apomys (Muridae) and the dynamics of diversification in an oceanic archipelago. Biological Journal of the Linnean Society 80:699-715.

### Overige informatie
- Heaney, L.R., Balete, D.S., Dolar, L., Alcala, A.C., Dans, A., Gonzales, P.C., Ingle, N.R., Lepiten, M., Ong, P.S., Oliver, W.L.R., Rickart, E.A., Tabaranza, B.R., Jr. & Utzurrum, R.C.B. 1998. A synopsis of the mammalian fauna of the Philippine Islands. Fieldiana Zoology 88:1-61.
- Heaney, L.R. & Tabaranza, B.R., Jr. 1997. A preliminary report on mammalian diversity and conservation status of Camiguin Island, Philippines. Sylvatrop 5(1995):57-64.
- Heaney, L.R. & Tabaranza, B.R., Jr. 2006. Mammal and land bird studies on Camiguin Island, Philippines: Background and conservation priorities. pp. 1–13 in Heaney, L.R. (ed.). The mammals and birds of Camiguin Island, Philippines, a distinctive center of biodiversity. Fieldiana Zoology 106:1-72.
- Musser, G.G. & Carleton, M.D. 2005. Superfamily Muroidea. Pp. 894-1531 in Wilson, D.E. & Reeder, D.M. (eds.). Mammal Species of the World: a taxonomic and geographic reference. 3rd ed. Baltimore: The Johns Hopkins University Press, 2 vols., 2142 pp. ISBN 978-0-8018-8221-0

Apomys abrae · Apomys camiguinensis · Apomys datae · Apomys gracilirostris · Apomys hylocoetes · Apomys insignis · Apomys littoralis · Apomys microdon · Apomys musculus · Apomys sacobianus